# Magiszter
A magiszter megjelölés ma a tudományos fokozatot elnyert személy, illetve cím, amely az egyetemi doktori címnél alacsonyabb rangú. Főleg az angol és amerikai egyetemeken alkalmazzák, valamint régen a középkori egyetemeken adományozták.

## Etimológia
A szó összefügg a latin magnus, magis és a görög megasz szavakkal és elöljárót, felügyelőt, intézőt jelent.

## A múltban

### A római világban
A római alkotmányos és állami életben mégis kétféle értelme alakult ki, éspedig:
- állami hivatalnok, ilyen:
  - Magister admissionum, császári szertartásmester, az audienciák ügyintézője;
  - Magister acris vagy rationalis, pénztáros;
  - Magister census, adófelügyelő, főnöke ama tisztviselőknek, akik becsléssel és az adók kivetésével foglalkoztak;
  - Magister equitum, a diktátornak állandó segéde és helyettese, aki a lovasságnak főparancsnoka volt, azonban a diktátornak feltétlenül tartozott engedelmeskedni. Különben kiváló méltóságot viselt.
  - Magister militum, Nagy Konstantin által kreált állás olyan tábornokok részére, akik valamely kerületben vagy valamelyik fegyvernemnél a legfőbb parancsnoksággal és feltétlen hatalommal voltak felruházva, Constantin tulajdonképpen úgy a gyalogságnál, mint lovasságnál nevezett ki egy-egy főparancsnokot (ma főfelügyelő), aki Magister euqitum, illetve peditum nevet viselt, de háború esetén egy főhadparancsnok állt az egész sereg élére, akinek akkor M. utriusque militae vagy M. armorum volt a neve, M. morum a. m. cenzor. ** M. officiorum, udvari marsal v. az uralkodó személye körüli miniszter, szintén Nagy Constantin által kreált méltóság. Az ő ügykörébe tartozott a kihallgatások vezetése és az udvari emberek személyes, sőt peres ügyei is.
  - M. scriniorum, a császári kabinetiroda főnöke, egyúttal pedig az udvari kancellária főfelügyelője.
  - M. vestis lineae, a császári fehérnemű ruhatárának felügyelője.

### Egyházi, világi elöljáróként
- Magister volt számos egyházi és világi testületnek elöljárója; főbbek:
  - Magister collegiorum, p. a fabri signarii, fullones stb. testületében, tehát a. m. céhmester;
  - Magister municipiorum pagorum vicorum: községi tisztviselők;
  - Papi magisterek, a megfelelő papi testület elöljárói: Magister augurum, decemvirorum sacrorum, fratrorum Arvalium, salioru, sacerdotum.
  - A magánéletben, kivált a jogi és gazdasági téren voltak: M. auctionis, tömeggondnok; M. convivii, remekivó, a régi magyar «kupakirály»; M. navis, hajóskapitány; M. operum singulorum officiorum, gazdasági munkafelügyelő; M. scripturae a. m. publicanus.

A pápai udvarban a Magister sacri palatii , rendszerint egy domonkos-rendű barát, arra ügyelt, hogy az apostoli kápolnában tartott beszédekben semmi elő ne forduljon, ami a vallást bármi módon is sérthetné. Ezért később tagja lett a könyveket bíráló kongregációnak is.

### Tudományos címként
A magister az egyetemek felállítása előtt, egyenlő rangú cím volt a mai doktorral, s azt illette meg, aki valami tudományt tanított és tanítványokat gyűjtött maga körül. A rangnak első foka a baccalaureus volt, s a magister címet csak a sikeresen kiállott nyilvános disputációk után adták meg (magister legens). Később az akadémiai képzettség (Liberalium artium magister, röv. L. A. M. és A. M. is) megjelölésére használták a filozófiai szakot (facultas artium liberalium) végzett tudósoknál.
- Magister artium, középkori tudományos tanári fokozat, amelyet a hallgatók az artes liberales, a hét bölcsészettudomány tanulmányozása után kaptak. A 19. századra felváltotta a filozófia doktora fokozat.[3]